# Мырков, Георги
Георги Николов Мырков (болг. Георги Николов Мърков); 5 апреля 1946, Горно-Выршило, Пазарджикская область, Болгария — болгарский борец греко-римского стиля, чемпион Олимпийских игр, чемпион мира и Европы.

## Биография
В 1970 году на чемпионате Европы был пятым. В том же году выступил на чемпионате мира и занял третье место, а на следующий год стал чемпионом мира. В 1972 году завоевал звание чемпиона Европы.
На Летних Олимпийских играх 1972 года в Мюнхене боролся в категории до 62 килограммов (полулёгкий вес). Выбывание из турнира проходило по мере накопления штрафных баллов. За чистую победу штрафные баллы не начислялись, за победу за явным преимуществом начислялось 0,5 штрафных балла, за победу по очкам 1 штрафной балл, за ничью 2 или 2,5 штрафных балла, за поражение по очкам 3 балла, поражение за явным преимуществом 3,5 балла, чистое поражение — 4 балла. Если борец набирал 6 или более штрафных баллов, он выбывал из турнира. Титул оспаривали 19 человек. Георги Марков победил всех соперников и завоевал титул чемпиона олимпийских игр.
| Круг | Соперник          | Страна    | Результат | Основание                  | Время схватки |
| ---- | ----------------- | --------- | --------- | -------------------------- | ------------- |
| 1    | Элизео Салугта    | Филиппины | Победа    | Туше (0 штрафных баллов)   | 1:34          |
| 2    | Метин Алакоч      | Турция    | Победа    | По очкам (1 штрафной балл) |               |
| 3    | Арри Ван Ландехем | Бельгия   | Победа    | Туше (0 штрафных баллов)   | 1:22          |
| 4    | Мартти Лааксо     | Финляндия | Победа    | По очкам (1 штрафной балл) |               |
| 5    | Стелиос Мигиакис  | Греция    | Победа    | По очкам (1 штрафной балл) | -             |

В 1974 году на чемпионате мира был только пятым, а на чемпионате Европы взял «серебро». В 1975 году выиграл Гран-при Германии и это стало последним международным успехом борца.
Окончил Национальную академию спорта. Был тренером в клубе Левски и помощником в сборной Болгарии. В 1984 году на чемпионате Европы в Йенчёпинге обезвредил террориста, пробравшегося в зал, и прятавшего оружие за букетом цветов, за что получил награды ЮНЕСКО и FILA. С 1992 года тренировал в клубе Раднички (Белград), затем в Швейцарии и Австрии.
Профессор Пловдивского университета, почётный доктор софийского университета Каблешков. Автор нескольких пособий по борьбе. Являлся председателем спортлото Болгарии. Занимал должность губернатора Пазарджикской области. С мая 2013 года депутат 42-го Народного собрания Болгарии
Кавалер ордена «Стара планина» 1-й степени (14 июля 2009). Почётный гражданин Софии и Пазарджика.
В апреле 2017 года баллотировался на пост президента федерации борьбы Болгарии, но на эту должность был избран Христо Маринов.
Женат на Асе Кыршевой, чемпионке мира 1971 года по художественной гимнастике.